# Chasmanthe aethiopica
Chasmanthe aethiopica är en irisväxtart som först beskrevs av Carl von Linné, och fick sitt nu gällande namn av Nicholas Edward Brown. Chasmanthe aethiopica ingår i släktet Chasmanthe och familjen irisväxter. Inga underarter finns listade i Catalogue of Life.

## Bildgalleri

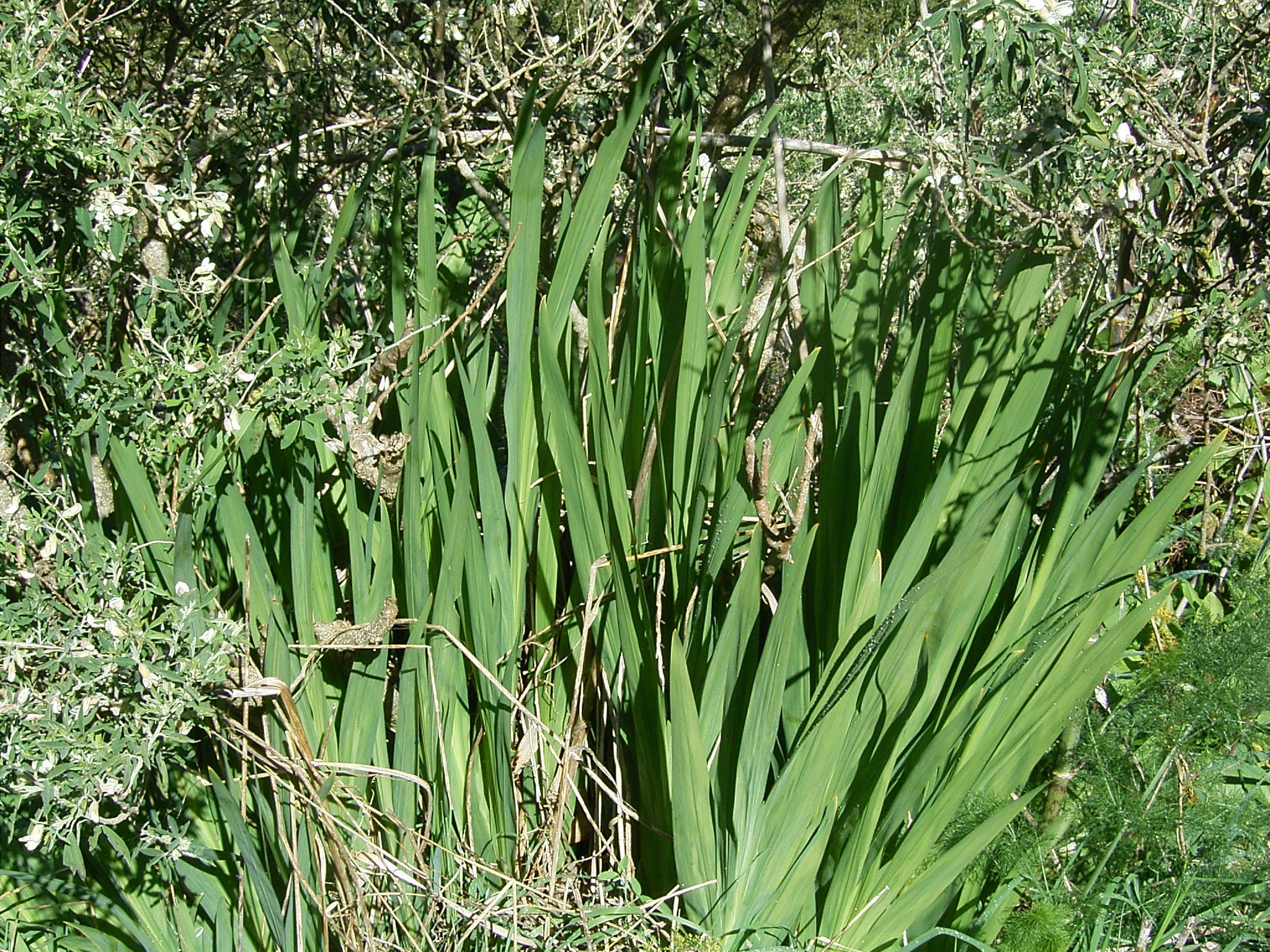
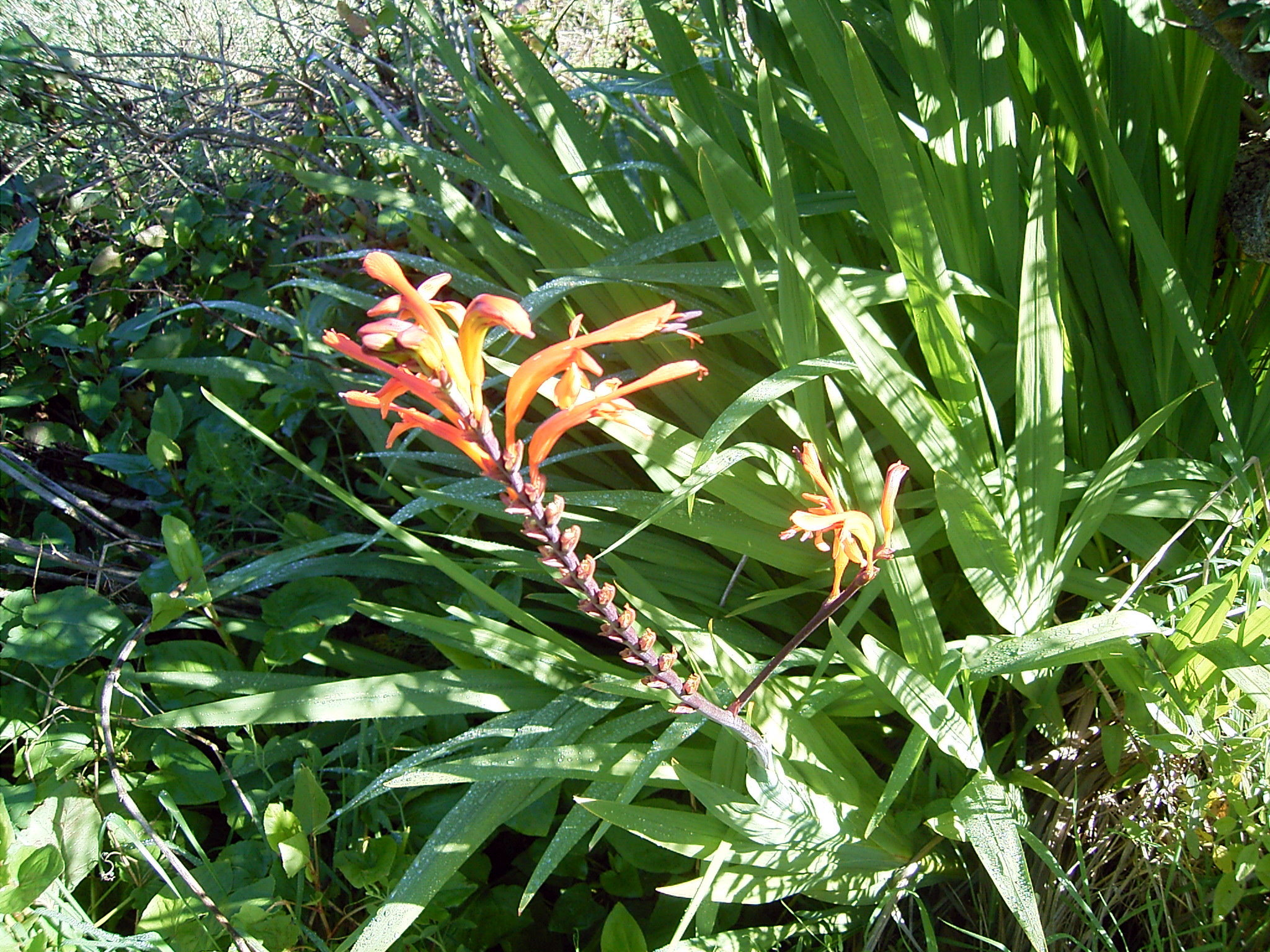
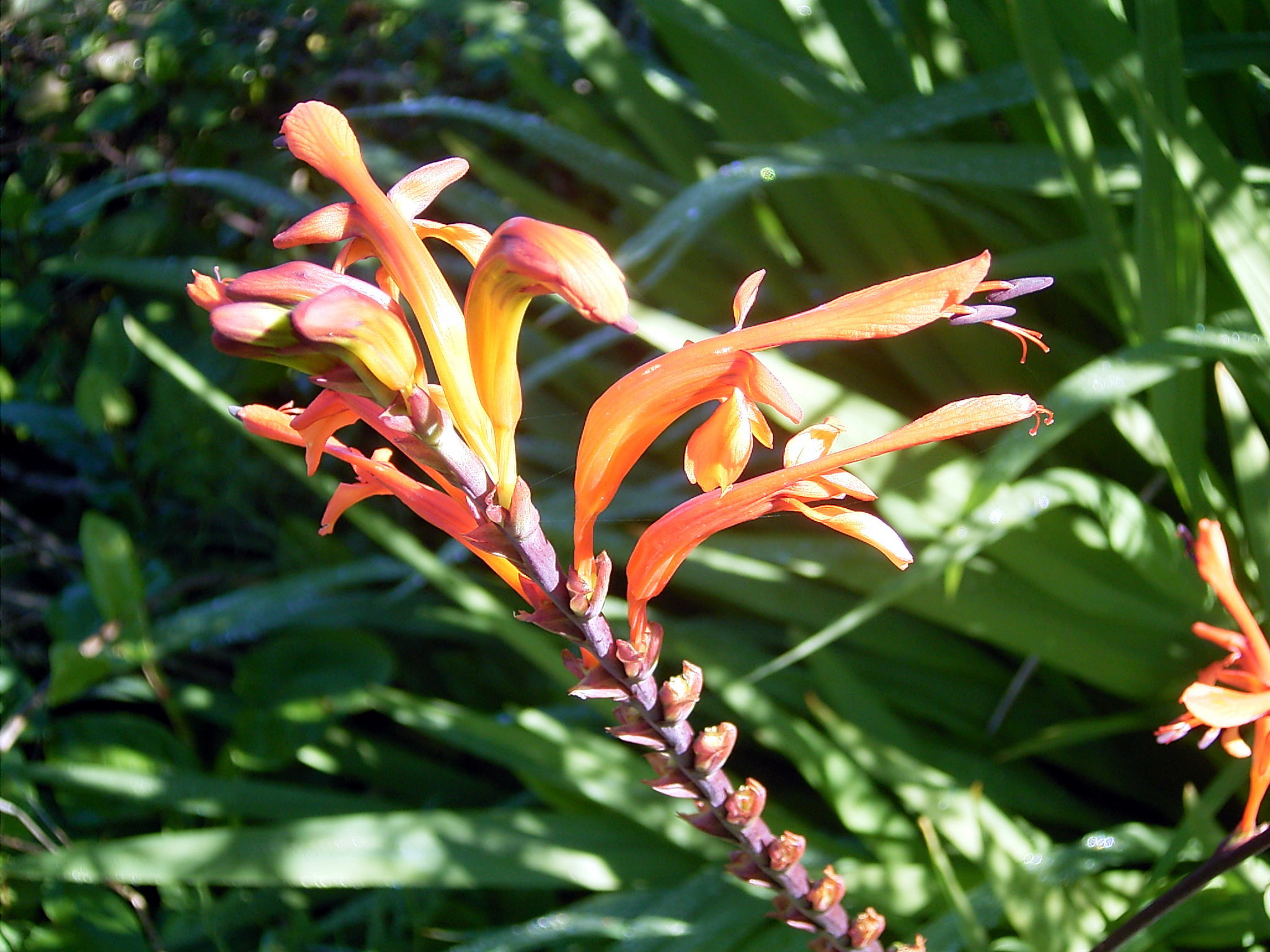
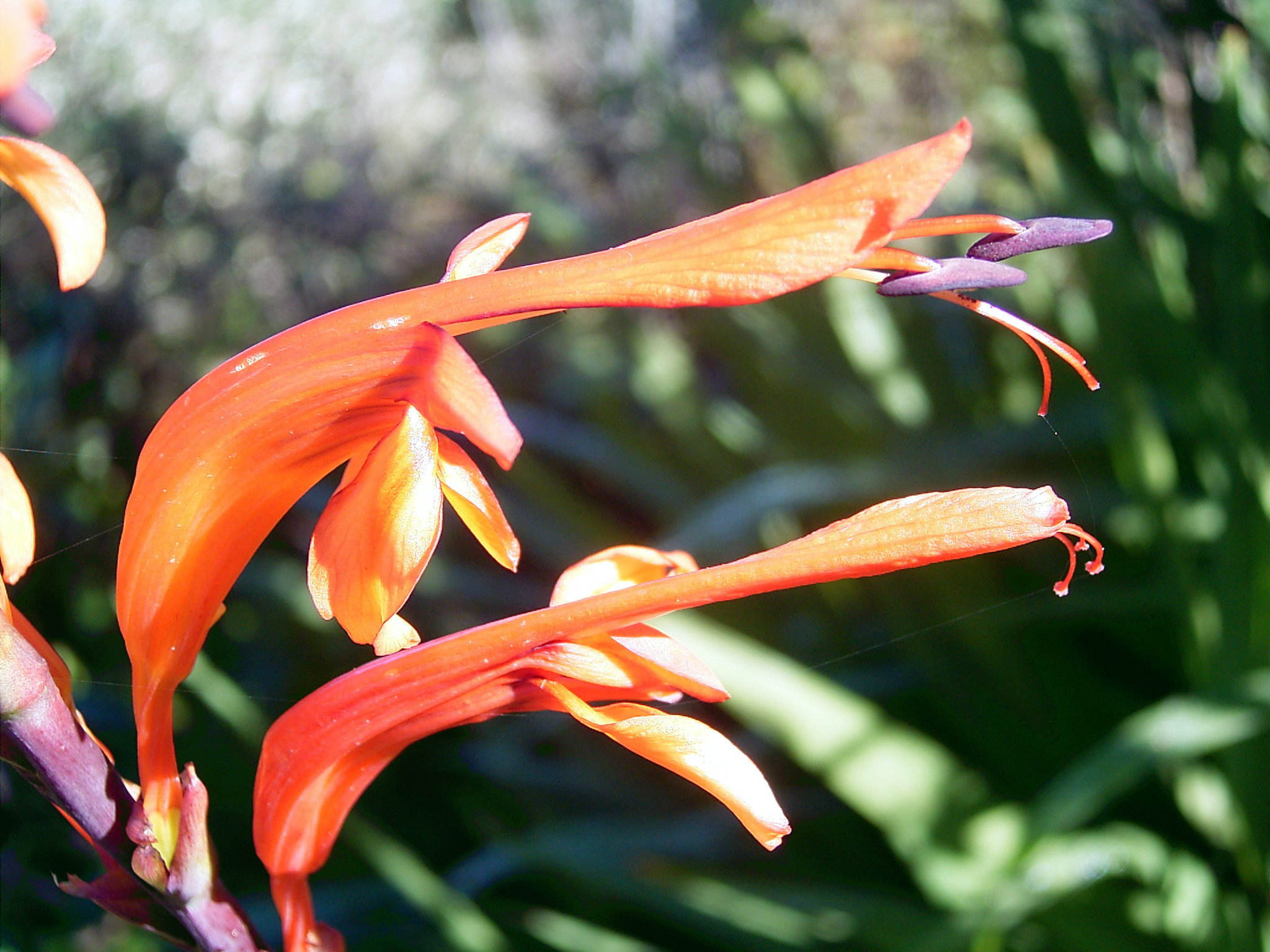